# Henry Hellyer
Henry Hellyer (* 1790 in Horndean, Hampshire, England; † 9. September 1832 auf Circular Head, Tasmanien, Australien) war ein bedeutender Entdeckungsreisender im frühen Van-Diemens-Land (heute Tasmanien).

## Frühes Leben
Über das frühe Leben von Henry Hellyer ist wenig bekannt. Er war der zweite Sohn von John Hellyer und Betsy Maine of Portchester, die elf gemeinsame Kinder hatten.

## Expeditionen
Henry Hellyer war als Architekt und Entdecker bei der Van Diemen’s Land Company angestellt und von ihr beauftragt worden, den Nordwesten von Tasmanien nach der Möglichkeit zum Aufbau einer Schafaufzucht zu erkunden, um Wolle zu erzeugen zu erkunden. Die Company hatte von der britischen Kolonialregierung die Zusicherung auf Übereignung eines Landes von etwa 101.000 Hektar in damals unerkundeten Tasmanien erhalten. Die Mitglieder dieser Company waren auch am Cape-Grim-Massaker an Tasmaniern beteiligt.
Am 4. März 1826 kam Hellyer in Tasmanien an und einen Monat nach seiner Ankunft begann er seine erste Expedition. In den sechs Monaten seiner Expedition in der Umgebung von Port Sorell und dem Mersey Fiver war er erfolgreich und benannte den Black Bluff, Mount Claude und Van Dyke, wie auch den Minnow und Dasher River.
Im Februar 1827 führte ihn eine weitere Expeditionsreise bis zum St. Valentine Peak, ins Gebiet von Hampshire und Surrey Hills. Anschließend wurde Hellyer beauftragt einen Weg von der Emu Bay bis zu den Hügeln von Hampshire zu finden. 1828 setzte er seine Entdeckungsreisen fort und bestieg als erster Europäer den Gipfel des Black Bluff und die Cradle Mountains. Er traversierte die gesamten Berge von Surrey Hills vom Mount Bischoff im Westen bis zum Black Bluff im Osten; er kam auch weit in den Süden bis zur Cripps Range. Auf einer weiteren Expedition erreichte er unter schwierigen Bedingungen den Mount Farrell und den Murchison River.
Hellyer setzte seine Entdeckungsreisen und kartographische Arbeit in der Company fort und wurde im Mai 1832 ins Landesvermessungs-Ministerium als Landvermesser berufen, nahm den Ruf aber nicht an. Nachdem seine Tätigkeit durch üble Nachrede in Verruf geraten war, nahm er sich am 9. September 1832 auf Circular Head das Leben.

## Vermächtnis
Nach Hellyer sind zahlreiche Landmarken benannt, so der Hellyer River und die Hellyer Gorge, das Mineral Hellyerit, das Hellyer College und die Hellyer Regional Library in Burnie in Tasmanien.